# 拉緬斯基山
71°46′S 12°33′E / 71.767°S 12.550°E
拉緬斯基山是南極洲的山峰，位於東部南極洲的毛德皇后地，屬於沃爾塔特山脈中南彼得曼山脈的一部分，海拔高度2,560米，由德國探險隊發現，以蘇聯的植物學家命名。